# Tingsha

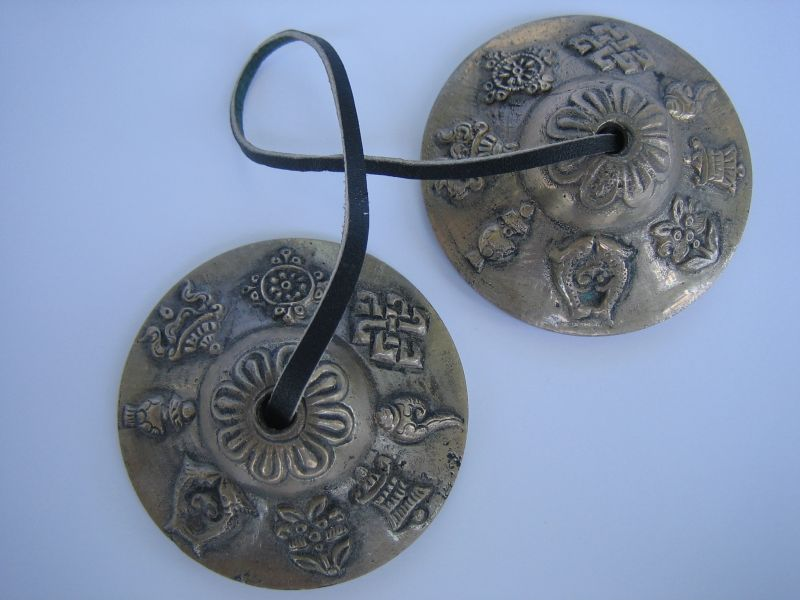
Tingsha

Tingsha 's zijn cymbales antiques, kleine bekkens, per paar aan een riem bevestigd, die gebruikt worden in het boeddhisme.
Ze worden meestal met de verhoudingsgewijs dikke randen tegen elkaar geslagen, maar aanslaan met een metalen staafje kan ook. Tingsha's zijn soms voorzien van ornamentatie met motieven uit het boeddhisme. 